# Pierre-Luc Bégin
Vous venez d’apposer le modèle de débat d'admissibilité.
Avant toute chose, veuillez créer la page de débat correspondante en cliquant ici.
- Une fois la page de vote initialisée, rafraîchissez cette page, et le bandeau prendra son aspect définitif.
- Si votre débat d'admissibilité est groupé (le motif et l’argumentation doivent être les mêmes), modifiez cette page pour ajouter au modèle le paramètre « cat » suivi du nom de la page de discussion de l’article pour lequel la page de débat existe déjà (ex. : cat=Discussion:Nom_de_l'autre_article). Ensuite, suivez les nouvelles instructions qui apparaissent.
- Vous pouvez également utiliser le paramètre « type » pour faciliter l’accès aux critères d’admissibilité. Exemple : {{suppression|type=mot-clé}}. Liste des mots-clés existants : fiction, musique, art visuel, fanzine, jeu de société, porno, sportif, association, enseignement, société, site web, route, nombre, (Liste complète ici).

| 1. | Créez la page de débat d'admissibilité.                                                                      | Sauvegardez d’abord la page pour l’initialiser puis indiquez votre motivation.          |
| 2. | Important : ajoutez une entrée dans la section Débat d'admissibilité du jour.                                | Utilisez ce texte : *{{L\|Pierre-Luc Bégin}}                                            |
| 3. | Pensez à informer les contributeurs principaux de la page et les projets associés lorsque cela est possible. | Utilisez ce texte : {{subst:Avertissement débat d'admissibilité\|Pierre-Luc Bégin}}~~~~ |

 (décembre 2011).
Pour les articles homonymes, voir Begin.
Pierre-Luc Bégin, né à Québec en 1979, est un professeur, journaliste et militant indépendantiste québécois. Il fonde avec Patrick Bourgeois le journal Le Québécois en 2001, Québec-Radio en 2004, le Réseau de résistance du Québécois et les Productions du Québécois en 2007. Il dirige les Éditions du Québécois depuis leur fondation en 2003. Il est également vice-président du Réseau de résistance du Québécois.

## Éducation
Pierre-Luc Bégin est détenteur d'une maîtrise en littérature française et québécoise et d'un diplôme de deuxième cycle en enseignement au collégial. 

## Publications
Pierre-Luc Bégin est l'auteur de cinq essais publiés aux Éditions du Québécois.  Il est aussi l'auteur de nombreux articles dans le journal Le Québécois.